# 倫斯沃德
倫斯沃德（荷蘭語：Renswoude）是荷蘭的一個市镇，位於荷蘭中部，在行政區劃上屬於烏德勒支省。2017年8月，該市鎮有人口5,176人。

## 外部連結
- 维基共享资源上的相關多媒體資源：倫斯沃德
- Official website（页面存档备份，存于）